# Nisaetus lanceolatus
El águila azor de Célebes (Nisaetus lanceolatus) es una especie de ave accipitriforme de la familia Accipitridae. Es un  ave de presa endémica de las Célebes, en Indonesia.  
Con una longitud de 64 cm, es una rapaz de mediano tamaño. Tiene un plumaje de color marrón oscuro en las partes superiores y las partes inferiores blancas y negras. No hay dimorfismo entre machos y hembras. Los adultos tienen la cabeza de color castaño rojizo, alas oscuras de color marrón, presentan un denso moteado en la garganta y el pecho, el resto de las partes inferiores con listado blanco y negro. Las aves juveniles tienen la cabeza y las partes inferiores blancas.
Es endémico de Célebes y sus islas satélites: Buton, Muna, Banggai y Sula, donde habita las selvas tropicales. Se alimenta principalmente de aves, lagartos, serpientes y mamíferos.